# Équipe cycliste UAE Development
L'équipe cycliste UAE Development  (anciennement connue sous le nom de Valcar) est une équipe cycliste professionnelle féminine émiratie basée à Lamone, en Suisse. Créée avec une licence en Italie, elle est dirigée par Davide Arzeni. Depuis 2023, elle sert d'équipe de développement à la formation World Tour UAE Team ADQ.

## Histoire de l'équipe

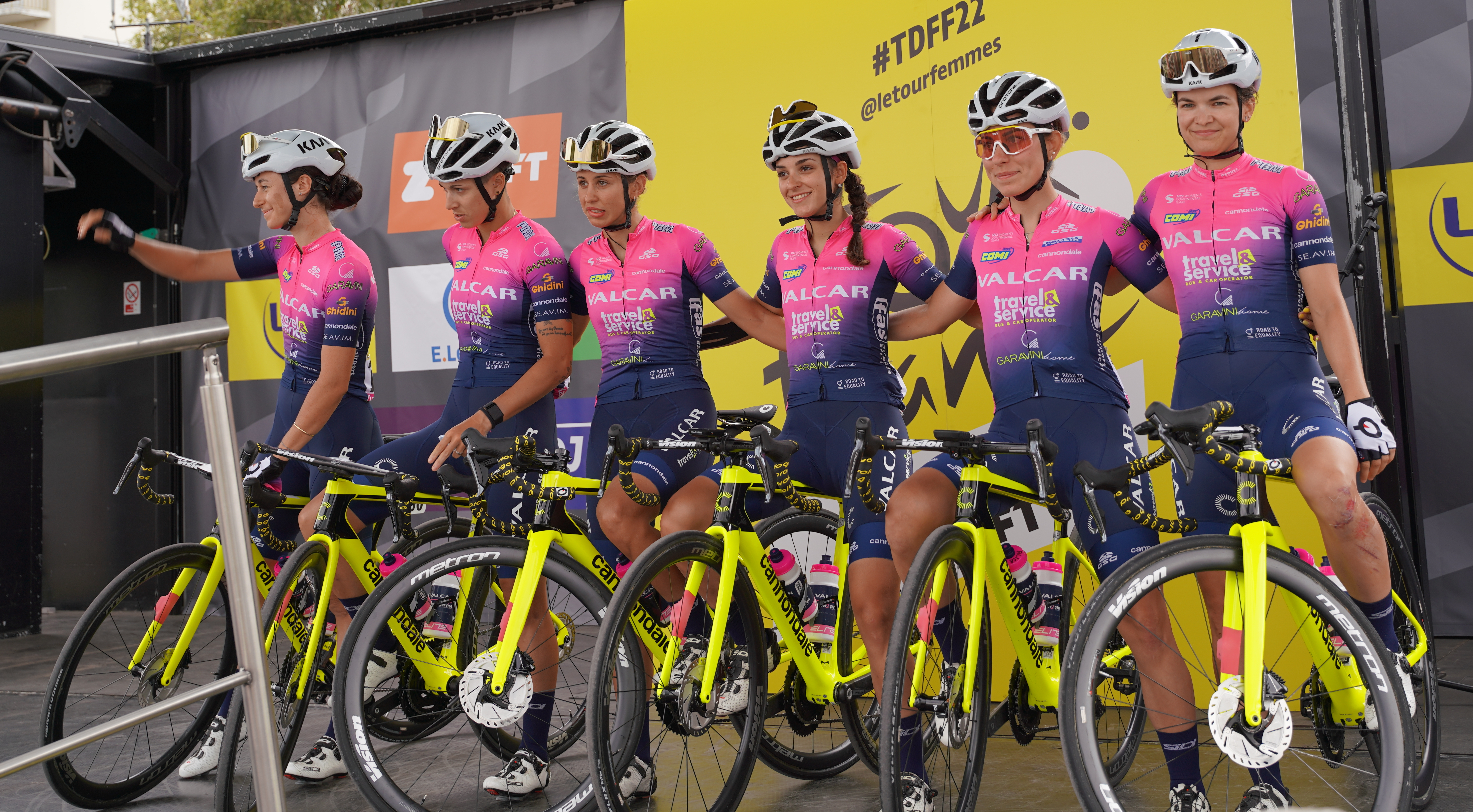
En 2022 sur le Tour de France.

La structure est fondée en Italie en 2008 par Davide Arzeni et Valentino Villa comme une équipe de club et de formation, d'abord au profit des jeunes femmes de 12 à 14 ans. Rapidement la structure s’étoffe, afin d'accompagner les coureuses jusqu'au niveau junior (moins de 19 ans). Lors de la saison 2016, Elisa Balsamo remporte le titre de championne du monde junior. 
Cette performance incite les dirigeants à créer une équipe élite, pour participer au circuit continental UCI 2017.
Pour cette première saison, l'équipe est invitée à participer au tour d'Italie. Elle s'illustre avec la victoire de Claudia Cretti lors de la 4e étape. Malheureusement, lors de la 7e étape, l'italienne subit une grave chute et est plongée dans le coma pendant 3 semaines,.
En 2018, l'équipe recrute notamment Maria Giulia Confalonieri, transférée de la défunte Lensworld-Kuota. Au niveau des résultats, les plus marquant sont les victoires d'Elisa Balsamo sur l'Omloop van Borsele et le GP Bruno Beghelli, ainsi que le titre national sur route pour Marta Cavalli. 
La saison 2019 est marquée notamment par deux victoires en World Tour, Elisa Balsamo sur le tour de Californie et Chiara Consonni sur le Boels Ladies Tour. Mais également par les performances de Marta Cavalli qui porte longtemps le maillot bleu de leader du classement des jeunes sur le World Tour.
En 2022, l'équipe est conviée à faire partie des équipes à participer au premier Tour de France Femmes.
Pour la saison 2023, l'équipe devient équipe de développement d'UAE Team ADQ, et passe donc sous pavillon émirati. Le nouveau nom de l'équipe est donc UAE Development.

## Classements UCI
Ce tableau présente les places de l'équipe au classement de l'Union cycliste internationale en fin de saison, ainsi que ses meilleures coureuses au classement individuel.
| Classement UCI | Classement UCI         | Classement UCI                              | Classement UCI |
| Année          | Classement par équipes | Meilleure coureuse au classement individuel |                |
| -------------- | ---------------------- | ------------------------------------------- | -------------- |
| 2017           | 28e                    | Elisa Balsamo (87e)                         |                |
| 2018           | 9e                     | Elisa Balsamo (19e)                         |                |
| 2019           | 12e                    | Elisa Balsamo (19e)                         |                |
| 2020           | 12e                    | Marta Cavalli (25e)                         |                |
| 2021           | 11e                    | Elisa Balsamo (12e)                         |                |
| 2022           | 8e                     | Silvia Persico (8e)                         |                |
| 2023           | 22e                    | Linda Zanetti (21e)                         |                |
| 2024           | 22e                    | Karlijn Swinkels (13e)                      |                |
|                |                        |                                             |                |
| Source : UCI   |                        |                                             |                |

L'équipe est également classée sur l'UCI World Tour féminin.
| UCI World Tour | UCI World Tour         | UCI World Tour                              | UCI World Tour |
| Année          | Classement par équipes | Meilleure coureuse au classement individuel |                |
| -------------- | ---------------------- | ------------------------------------------- | -------------- |
| 2017           | 30e                    | Elisa Balsamo (121e)                        |                |
| 2018           | 10e                    | Maria Giulia Confalonieri (32e)             |                |
| 2019           | 11e                    | Elisa Balsamo (25e)                         |                |
| 2020           | 11e                    | Marta Cavalli (22e)                         |                |
| 2021           | 11e                    | Elisa Balsamo (15e)                         |                |
| 2022           | 10e                    | Silvia Persico (14e)                        |                |
| 2024           | -                      | Elisabeth Ebras (342e)                      |                |
|                |                        |                                             |                |
| Source : UCI   |                        |                                             |                |

## Encadrement
Le directeur sportif est Davide Arzeni et le représentant de l'équipe auprès de l'UCI est Valentino Villa. En 2019, leur adjoint est Paolo Brugali. En 2020, il s'agit de Enrico Campolunghi.

## Saisons précédentes

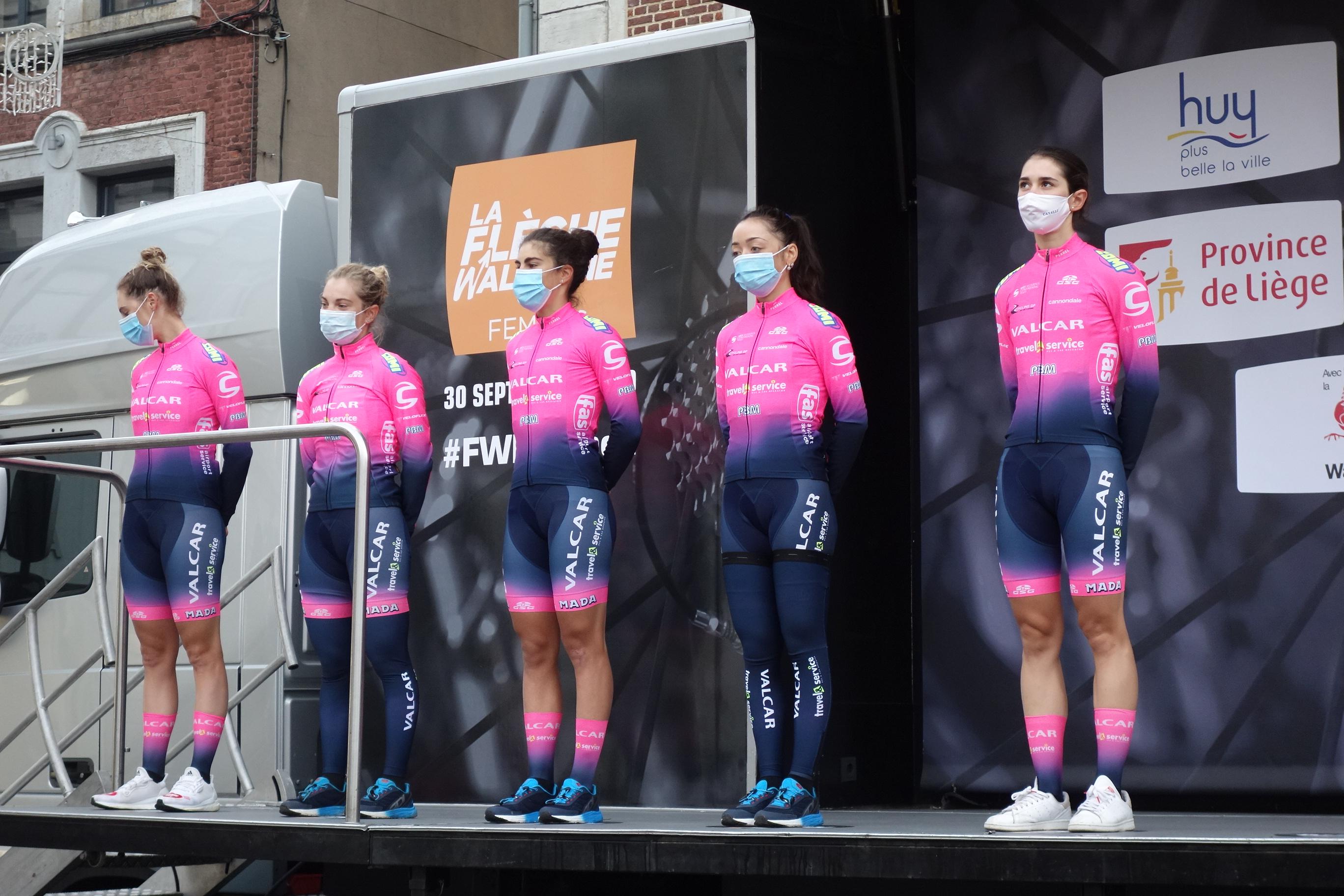
Équipe au départ de la Flèche wallonne

## UAE Development Team en 2025

### Effectif
| Effectif 2025                | Effectif 2025     | Effectif 2025       | Effectif 2025                     |
| Cycliste                     | Date de naissance | Pays                | Équipe précédente                 |
| ---------------------------- | ----------------- | ------------------- | --------------------------------- |
| Paula Blasi (1 janv.–15 mai) | 19 février 2003   | Espagne             | Massi Baix Ter (2024)             |
| Amalia Debarges              | 22 juin 2006      | France              | Lyon Sprint Evolution (2024)      |
| Zahra Hussain                | 8 juillet 2001    | Émirats arabes unis |                                   |
| Febe Jooris                  | 4 octobre 2004    | Belgique            | AG Insurance-Soudal NXTG (2024)   |
| Fee Knaven                   | 12 décembre 2006  | Pays-Bas            |                                   |
| Hannah Kunz                  | 11 janvier 2005   | Allemagne           |                                   |
| Francesca Pellegrini         | 20 février 2004   | Italie              |                                   |
| Eilidh Shaw                  | 27 décembre 2004  | Royaume-Uni         | Alba Development Road Team (2024) |
| Federica Venturelli          | 12 janvier 2005   | Italie              |                                   |
|                              |                   |                     |                                   |
| Source : ProCyclingStats     |                   |                     |                                   |

### Victoires
| Victoires | Victoires | Victoires | Victoires | Victoires | Victoires |
| Date      | Course    | Pays      | Classe    | Vainqueur |           |
| --------- | --------- | --------- | --------- | --------- | --------- |